# La Glu (film, 1913)
Pour plus de détails, voir Fiche technique et Distribution.
La Glu est un film muet français réalisé par Albert Capellani, sorti en 1913.

## Fiche technique
- Titre : La Glu
- Réalisation : Albert Capellani
- Scénario :  Albert Capellani, d'après le roman de Jean Richepin (1881)
- Photographie : Louis Forestier, Karémine Mérobian
- Montage :
- Producteur :
- Société de production : Société cinématographique des auteurs et gens de lettres (SCAGL)
- Société de distribution :  Pathé Frères (France), Eclectic Film Company (États-Unis)
- Pays d'origine :  France
- Langue : film muet avec les intertitres en français
- Métrage : 1 875 mètres (6 bobines)
- Format : Noir et blanc — 35 mm — 1,33:1 — Muet
- Genre : Film dramatique
- Durée : 62 minutes et 30 secondes
- Numéro de catalogue Pathé : 6388
- Dates de sortie :
  -  France : 7 novembre 1913
  -  Danemark : 3 février 1914
  -  États-Unis : août 1914

## Distribution
- Mistinguett : Fernande, dite la Glu
- Henry Krauss : le docteur Cézambre
- Paul Capellani : Marie-Pierre
- Marc Gérard : le père Gillierou
- Cécile Guyon : Anaïs
- Gina Barbieri : Marie des Anges
- Henri Collen
- Raoul Praxy